# Eiríkur Hauksson
Eiríkur Hauksson (født 4. juli 1959) er en islandsk musiker og sanger, kendt for sit lange røde hår og sine optrædelser ved Eurovision Song Contest i 1986, 1991 og senest 2007.
| År   | Land   | Sang           | Plads     | Point |
| ---- | ------ | -------------- | --------- | ----- |
| 1986 | Island | Gledibankinn   | 16        | 19    |
| 1991 | Norge  | Mrs Thompson   | 17        | 14    |
| 2007 | Island | Valentine lost | 13 (semi) | 77    |